# 유포리아 (드라마)
《유포리아》(영어: Euphoria)는 HBO에서 2019년 6월부터 방영된 미국의 십대 드라마로, 이스라엘의 동명 드라마를 원작으로 한다.

## 출연진

### 주연
- 젠데이아/강희선 - 루 베넷 역
- 모드 애퍼타우 - 렉시 하워드 역
- 앵거스 클라우드 - 페즈코 역
- 에릭 데인 - 캘 제이컵스 역
- 알렉사 데미/정윤정 (성우) - 매디 퍼레즈 역
- 제이컵 엘로디/신용우 - 네이트 제이컵스 역
- 바비 페레이라/소연 (성우) - 캣 허낸데즈 역
- 니카 킹 - 레슬리 베넷 역
- 스톰 리드 - 지아 베넷 역
- 헌터 셰이퍼 - 줄스 본 역
- 앨지 스미스 - 매케이 역
- 시드니 스위니/양정화 - 캐시 하워드 역
- 콜먼 도밍고 - 알리 역

### 조연
- 얼래나 우바크 - 수지 하워드 역
- 루커스 게이지 - 타일러 클라크슨 역
- 존 에일스 - 데이비드 본 역
- 타일러 티먼스 - 트로이 매케이 역
- 트리스턴 티먼스 - 로이 매케이 역
- 제이번 월턴 - 애슈트레이 역
- 소피아 로즈 윌슨 - 비비 역
- 브루스 웩슬러 - 로버트 베넷 역
- 루벤 다리오 - 테드 퍼레즈 역
- 오스틴 에이브럼스 - 이선 루이스 역
- 키언 존슨 - 대니얼 역
- 폴라 마셜 - 마샤 제이컵스 역
- 잭 스타이너 - 에런 제이컵스 역
- 메르세데스 콜론 - 허낸데즈 부인 역
- 타일러 체이스 - 커스터 역
- 미코 - 마우스 역
- 마샤 갬블스 - 마샤 역

### 단역
- 제러마이아 버킷 - 헤이스 교장 역
- 샤일로 페르난데스 - 트레버 역
- 펠 제임스 - 루크 캐스턴 역
- 엘피디아 카리요 - 소니아 퍼레즈 역
- 래리 조 캠벨 - 윌슨 경관 역
- 제프 포프 - 조니 유나이트 USA 역
- 숀 마티니 - 미나코 역
- 크랜스턴 존슨 - 프레더릭 매케이 역
- 냇 팩슨 - 릭 역
- 닉 블러드 - 거스 하워드 역
- 보비 살보르 메누에스 - 티시 역
- 퀸테사 스윈델 - 애나 역
- 샤마리 모리스 - 해리스 역
- 앨리 마리 에번스 - 내털리 역
- 재니스 리앤 브라운 - 루 아역 역
- 케일라니 아레야네스 - 매디 아역 역